# 埃迪·奥托兹
埃迪·奥托兹（義大利語：Eddy Ottoz，1944年6月3日—），意大利男子田径运动员。他曾代表意大利参加1964年和1968年夏季奥林匹克运动会田径比赛，其中1968年奥运会获得一枚铜牌。